# Elevassistent
En elevassistent arbetar i skolan och hjälper elever som behöver särskilt stöd för att kunna följa med i undervisningen. Stödet sker ofta i samråd med lärare. Det kan till exempel handla om läs- och skrivsvårigheter (dyslexi), uppmärksamhetsproblem, psykosociala svårigheter och eller olika typer av neuropsykiatriska funktionsnedsättningar som ADHD och autism.
Elevassistenter i Sverige kan ha olika utbildningar och för vissa arbeten krävs kompetens om funktionsnedsättningar. Det finns inriktade yrkesutbildningar vid gymnasieskola, folkhögskola och yrkeshögskola. Omkring 20 000 personer arbetade som elevassistent i Sverige år 2020.

## Beskrivning
Elevassistenter kan arbeta med en enskild elev, med flera enskilda elever eller som extra resurs i klassrum och mindre grupper. Exempel på arbetsuppgifter kan vara att hjälpa eleven eller eleverna att finna ro i sina studier och att hjälpa till att hitta individuella lösningar för att eleven eller eleverna ska kunna tillgodogöra sig kunskap. Det kan också röra sig om att träna elever på vardagliga arbetsuppgifter, att vara ett stöd på raster, i omklädningsrum och på utflykter. Elevassistenten följer ofta eleven eller eleverna under hela skoldagen, vilket även brukar innebära arbete inom fritidsverksamhet.